# 布魯克代爾 (新澤西州)
布魯克代爾（英語：Brookdale）是位於美國新澤西州艾塞克斯縣的普查規定居民點。

## 人口
根據2020年美國人口普查的數據，布魯克代爾的面積為4.17平方千米，當中陸地面積為4.15平方千米，而水域面積為0.02平方千米。當地共有人口9854人，而人口密度為每平方千米2,363.07人。